# 74439 Brenden
74439 Brenden è un asteroide della fascia principale. Scoperto nel 1999, presenta un'orbita caratterizzata da un semiasse maggiore pari a 3,2023603 UA e da un'eccentricità di 0,1802207, inclinata di 5,63210° rispetto all'eclittica.